# 贝洛尼亚
贝洛尼亚（Belonia），是印度特里普拉邦南特里普拉县的一个城镇和行政中心。总人口15687（2001年）。

## 人口
该地2001年总人口15687人，其中男性8081人，女性7606人；0—6岁人口1341人，其中男686人，女655人；识字率84.74%，其中男性为88.23%，女性为81.03%。